# Georg Diepold von Gemmingen
Georg Diepold von Gemmingen (* 1584; † 9. Januar 1624 in Heimsheim) war fürstlich-augsburgischer Pfleger der Herrschaft Schöneck und Statthalter in Dillingen an der Donau.

## Leben
Er war ein Sohn des Hans Diepold von Gemmingen (1554–1612) und der Barbara von Venningen aus der Linie Steinegg der Freiherren von Gemmingen. Wie zahlreiche Angehörige seiner Familie trat er in fürstbischöflich-augsburgische Dienste, wo sein Onkel Johann Otto von Gemmingen (1545–1596) von 1591 bis 1596 Fürstbischof gewesen war. 1610 war Georg Diepold von Gemmingen Statthalter von Dillingen. Gemeinsam mit Johann Dietrich von Rosenbach und dessen Frau Susanne Regine von Knöringen fielen Georg Diepold und seiner Frau Anna Margarethe von Knöringen im Jahr 1610 aus dem Erbe Christoph Ulrichs von Knöringen 20.000 Gulden zu.
Er wurde in Tiefenbronn begraben.
Seine Söhne erbten 1654 Liebenfels von Georg Diepolds kinderlos gebliebenen Vetter Johann von Gemmingen und haben diesen Thurgauer Besitz in an das Kloster St. Ulrich verkauft. 

## Familie
Er war verheiratet mit Anna Margaretha von Knöringen. Der Ehe entstammten sieben Kinder, von denen fünf zu Jahren kamen. Die Familienlinie setzten die Nachkommen des Sohnes Wolf Wilhelm (1622–1668) fort.
Nachkommen:
- Julius Heinrich (1615–1671)
- Barbara Agnes (* 1617)
- Hans Christoph (* 1618)
- Hans Otto (* 1619) ⚭ Katharina von Ow
- Wolf Wilhelm (1622–1668) ⚭ Anna Regina Hundbiß von Ratzenried († 1668)